# نگارخانه ملاکا (اندونزی)

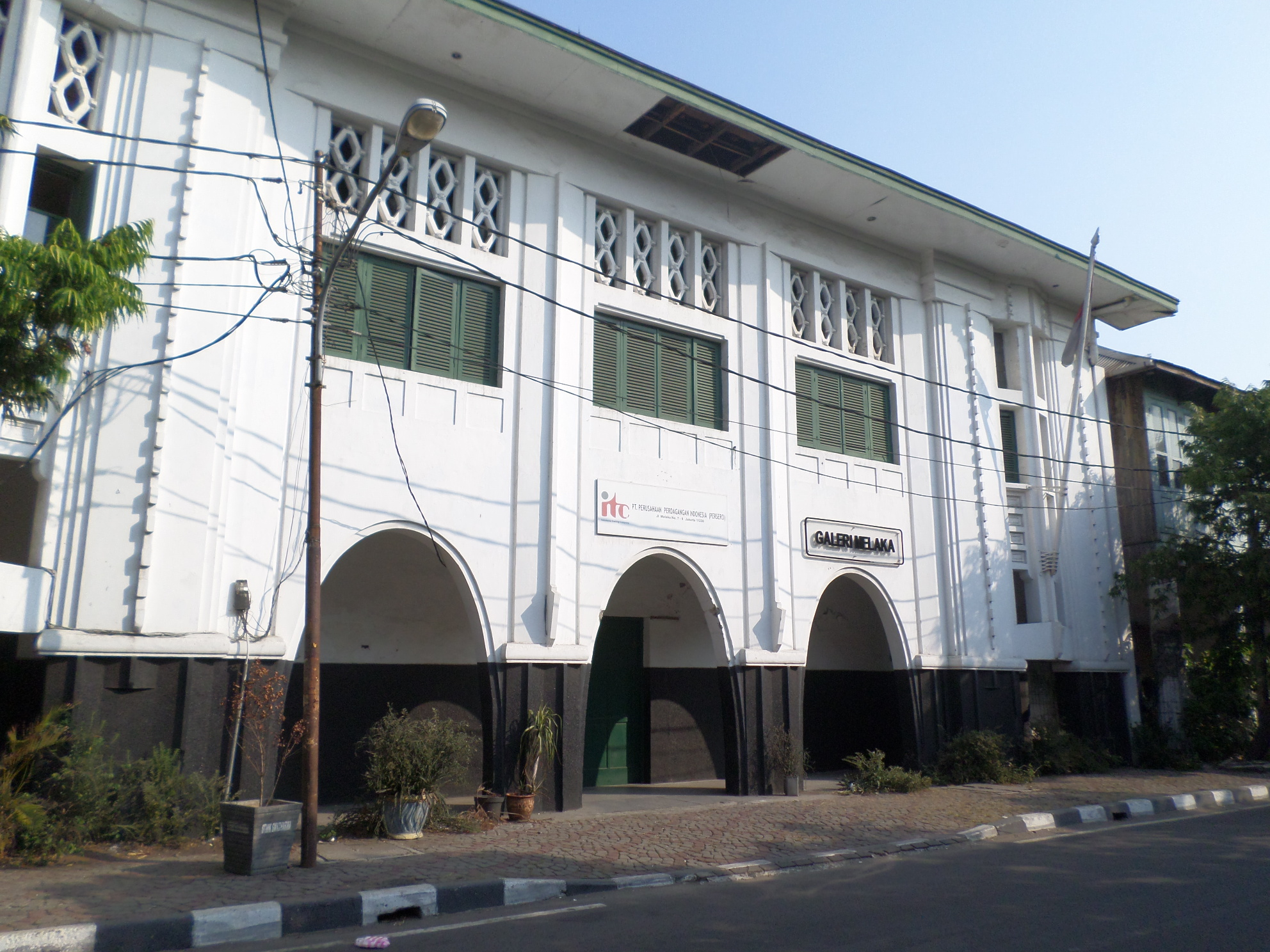
ساختمان سابق نگارخانه ملاکا

نگارخانه ملاکا یا گالری ملاکا یک نگارخانه در جاکارتا، اندونزی است که تصاویر و آیتم‌های مختلفی از ایالت ملاکا در مالزی را به نمایش گذاشته است. این نگارخانه با بازسازی یک ساختمان قدیمی در جالان ملاکا (خیابان ملاکا) تأسیس شد. محل نگارخانه در این خیابان، به دلیل شباهت اسمی آنها انتخاب شده بود. این نگارخانه با همکاری دولت جاکارتای غربی ساخته شد و توسط جوکو ویدودو، فرماندار جاکارتا و محمد علی رستم، سروزیر ملاکا در روز ۲۲ فوریه ۲۰۱۳ افتتاح شد. قبل از اینکه این نگارخانه در سال ۲۰۲۲ به حوالی موزه تاریخ جاکارتا منتقل شود و در روز ۱۲ اوت ۲۰۲۳ برای بازدید عموم بازگشایی شود، که سپس به‌طور رسمی در ۱۶ دسامبر ۲۰۲۳ توسط زیدی جوهری افتتاح گردید، نگارخانه به ساختمان (گالری هنری) اداره پست کوتا با فضایی بالغ بر ۹۰ متر مربع در میدان فتح‌الله منتقل شده بود.